# Liorhinella
Liorhinella is een geslacht van halfvleugeligen uit de familie schuimcicaden (Cercopidae). De wetenschappelijke naam van dit geslacht is voor het eerst geldig gepubliceerd in 1899 door Haglund.

## Soorten
Het geslacht Liorhinella omvat de volgende soorten:
- Liorhinella elephas Schmidt, 1910
- Liorhinella nigra Haglund, 1899